# Túnel

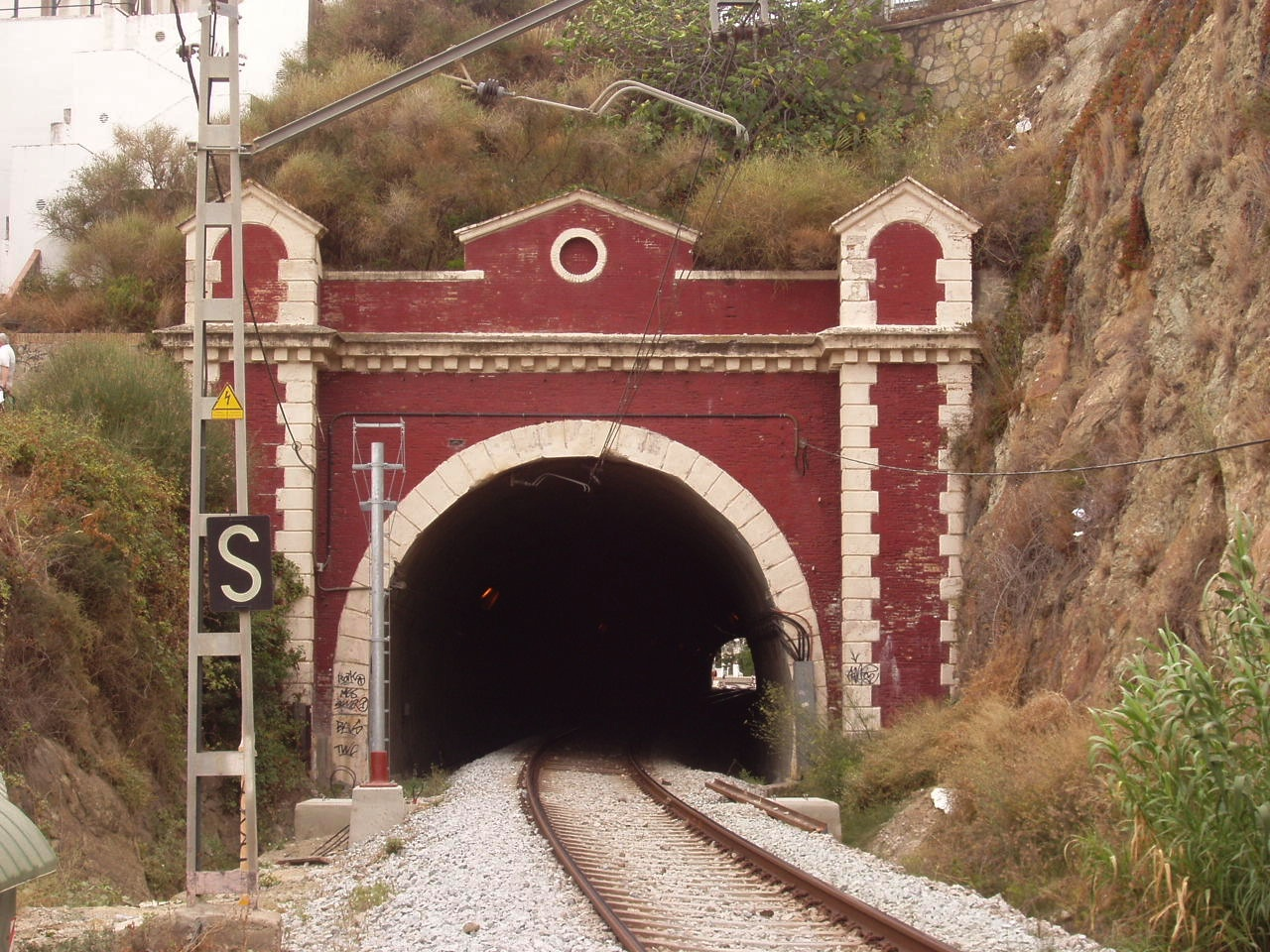
Túnel de ferrocarril a Sant Pol de Mar (Maresme)

Un túnel és una galeria subterrània realitzada artificialment amb la finalitat de donar pas a una via de comunicacions o de transport de fluids, materials o formes d'energia, a través d'una muntanya o d'un turó, per sota d'un riu o fins i tot per sota d'un estret, d'una badia o de qualsevol braç de mar. El concepte de túnel es referix també als passos de vies urbanes o del ferrocarril (metro) o de canals de navegació per sota d'una zona urbana: dels edificis i carrers o també per sota d'una carretera, via ferroviària o qualsevol infraestructura. Actualment, són dissenyats i projectats per enginyers civils.
En la construcció d'infraestructures, els túnels, com els ponts, permeten salvar els obstacles naturals que hi ha en el traçat de la infraestructura. En termes planers els ponts salven els obstacles passant per sobre i els túnels els salven passant per sota. En tot cas, mentre que els ponts foren emprats ja en les vies que creuaven l'Imperi Romà, la construcció de túnels per a les vies de comunicació (excloent el transport per canals) no comença fins al segle xix, amb les primeres construccions ferroviàries dels Estats Units d'Amèrica i d'Anglaterra.

## Història
L'origen dels túnels i de les tècniques de construcció corresponents s'ha de cercar en la mineria, activitat de la qual hi ha proves notables ja en el Neolític, com les Coves de can Tintorer a Gavà (Baix Llobregat). A l'antiguitat, a Assíria, Fenícia i Israel hi ha alguns exemples de túnels que permetien les comunicacions i afavorien la defensa d'una ciutat assetjada. El Túnel dels Asmodeus, sota la Mesquita de la Roca de Jerusalem en seria un exemple. Els romans ja havien construït nombrosos túnels de petites dimensions associats a la mineria, i al transport d'aigua (els canals tenen un pendent molt reduït i de seguida requereixen túnels i aqüeductes). Un exemple és el túnel construït sota el turó o colina de Posilip per portar a Roma l'Aqua Claudia, que fou usat durant vint segles. Més endavant, l'ús de la pólvora, permeté l'excavació de seccions més importants. Durant els segles XVI, XVII i XVIII es feren molts túnels sobretot per a permetre el transport de béns en canals. En general es tracta de túnels de secció rectangular de més de 50 m². Amb l'aparició del ferrocarril, i donat que aquest necessita pendents també molt estrictes, van començar a excavar-se túnels per a aquest nou mitjà de transport al segle xix. El primer túnel de ferrocarril la península Ibèrica va ser el de Montgat el 1848 obert pel traçat de la via de ferrocarril de Barcelona a Mataró. Durant el segle xx, es continuen obrint nous túnels per a ferrocarrils, canals (ara ja més lligats a la producció d'energia elèctrica) i finalment per a carreteres.

## Tècniques de construcció

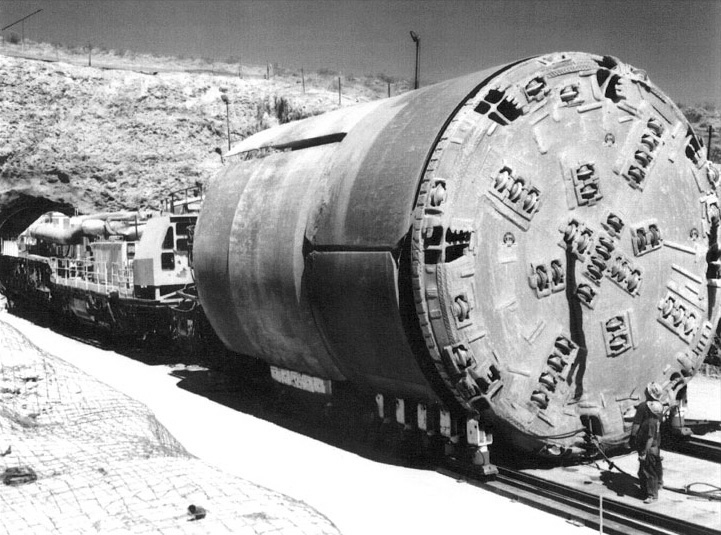
Màquina tuneladora a Yucca Mountain (Estats Units d'Amèrica)

### Túnels excavats
Dins d'una primera família, els mètodes tradicionals, hi ha els esquemes d'excavació de túnels amb tècniques poc mecanitzades. En terrenys difícils, l'estabilitat del front d'excavació depèn en gran manera de l'àrea d'aquest. Així, a mesura que els túnels van necessitar seccions més grans, van aparèixer els ara anomenats mètodes tradicionals. Tots ells, consisteixen a excavar el túnel mitjançant galeries independents (unes més avançades que d'altres) i eixamplaments d'aquestes que formen en el seu conjunt l'àrea total d'excavació. Cada galeria i eixamplament s'apuntala convenientment per sostenir el terreny provisionalment, de manera que el sosteniment arriba en tot moment fins al front de l'excavació i aquest és sempre estable perquè la seva secció rarament supera els 5 m2. A més, l'apuntalament gairebé instantani de totes les galeries limita de forma satisfactòria les subsidències i assentaments en superfície i redueix considerablement la magnitud dels accidents. L'ordre d'excavació d'aquestes galeries variava, en un principi, de país a país, i així, encara es coneix cada esquema amb el nom del país que el defensava.
- Mètode anglès: En desús.
- Mètode alemany: encara s'usa en l'excavació manual d'estacions de metro.
- Mètode austríac: encara s'usa en l'excavació manual d'algunes estacions de metro.
- Mètode belga: apte per l'excavació manual de túnels de poca secció.
- Mètode de Sant Gotthard: conegut així per usar-se en l'homònim túnel dels Alps, que ha deixat d'usar-se en l'actualitat.

Existeixen una sèrie de mètodes, més mecanitzats, on s'excava amb grans fronts d'excavació. Sovint però, en lloc d'excavar a secció completa, s'avança primerament la secció superior (la calota) per després excavar més fàcilment la part inferior (la destroça):
- Nou mètode austríac (N.M.A. o N.A.T.M.): s'avança (normalment amb voladures o fresadora) amb un front ampli sense sostenir i no s'intenta minimitzar la tendència natural del terreny de tancar-se: únicament, es tracta de col·locar només el sosteniment mínim necessari per evitar el col·lapse del túnel, estalviant així bona part dels sosteniments usats en altres mètodes. Es tracta d'una tècnica que funciona prou bé en roques i sòls durs sobre el nivell freàtic, però el seu ús és objecte de polèmica, ja que s'han registrat diversos col·lapses (com el del Carmel).
- Pretall mecànic: s'excava mecànicament (amb una espècie de serra gegant) la futura clau del túnel, per després injectar-la de formigó i poder excavar a sota. És un mètode que sol anar bé en sòls consistents o roques toves, sobre el nivell freàtic.

Les tuneladores són màquines o estructures que sostenen el front d'excavació permetent avançar a secció completa. Principalment, n'hi ha de dues classes:
- Els talps són tuneladores dissenyades per excavar roques dures o mitjanes, sense masses necessitats de sosteniment.
- Els escuts són tuneladores dissenyades per excavar roques toves o sòls, terrenys que necessiten sistemàticament la col·locació d'un sosteniment. N'hi ha que són simples estructures que sostenen el terreny, i n'hi ha que excaven amb el seu cap giratori mentre que col·loquen el sosteniment definitiu en l'interior de l'estructura que fa d'escut.

Els túnels superficials poden excavar-se també des de l'exterior. Principalment, hi ha dos procediments:
- Excavació en trinxera: es tracta d'excavar des de l'exterior deixant els pendents necessaris perquè l'excavació sigui estable. Seguidament s'hi col·loca l'estructura que suportarà posteriorment les terres i seguidament es rebleix la cavitat recuperant la rasant prèvia a l'excavació.
- Excavació entre pantalles. Per poder excavar amb paraments verticals, primerament s'executen pantalles, que esdevindran els murs laterals del túnel. Seguidament s'excava entre pantalles fins a la cota desitjada, s'executa la solera i la volta del túnel. Després, es rebleix de terres fins a la rasant desitjada.

### Túnels submergits
Els túnels submergits se solen construir mitjançant la unió de segments ja fabricats a l'exterior, que es fondegen i assemblen en l'interior de l'aigua.

## Investigació geotècnica
És essencial que qualsevol projecte de túnel comenci amb una investigació sobre les condicions del terreny. Els resultats de la investigació ens permetran saber quina és la maquinària i els mètodes d'excavació i sosteniment a realitzar, i podran reduir els riscos de trobar condicions desconegudes. Als primers estudis, les alineacions horitzontals i verticals seran optimitzades per aprofitar les millors condicions d'aigua i sòl. Per a l'orientació en el traç de túnels, de vegades s'utilitzen els giroteodolits, ja que permeten determinar el nord veritable sota terra.
En alguns casos, els estudis convencionals no ens proporcionen prou informació, per exemple, quan hi ha grans masses de roca, discontinuïtats com falles o estrats de terreny més tou com argiles o llims. Per abordar aquests problemes es pot construir un tub pilot, o un trencall que discorri paral·lel al principal. Aquest tub pot arribar a ser més fàcil de sostenir quan es presentin condicions inesperades i podrà ser incorporat al túnel final. Alternativament, també es poden fer petits pous horitzontals al davant del túnel per conèixer les condicions a l'excavació.
En el cas dels túnels en roca, atesa la variabilitat dels diferents factors que intervenen en la mecànica de roques, és freqüent abordar el seu estudi mitjançant les anomenades classificacions geomecàniques, entre les quals destaca la classificació geomecànica RMR.

## Seguretat

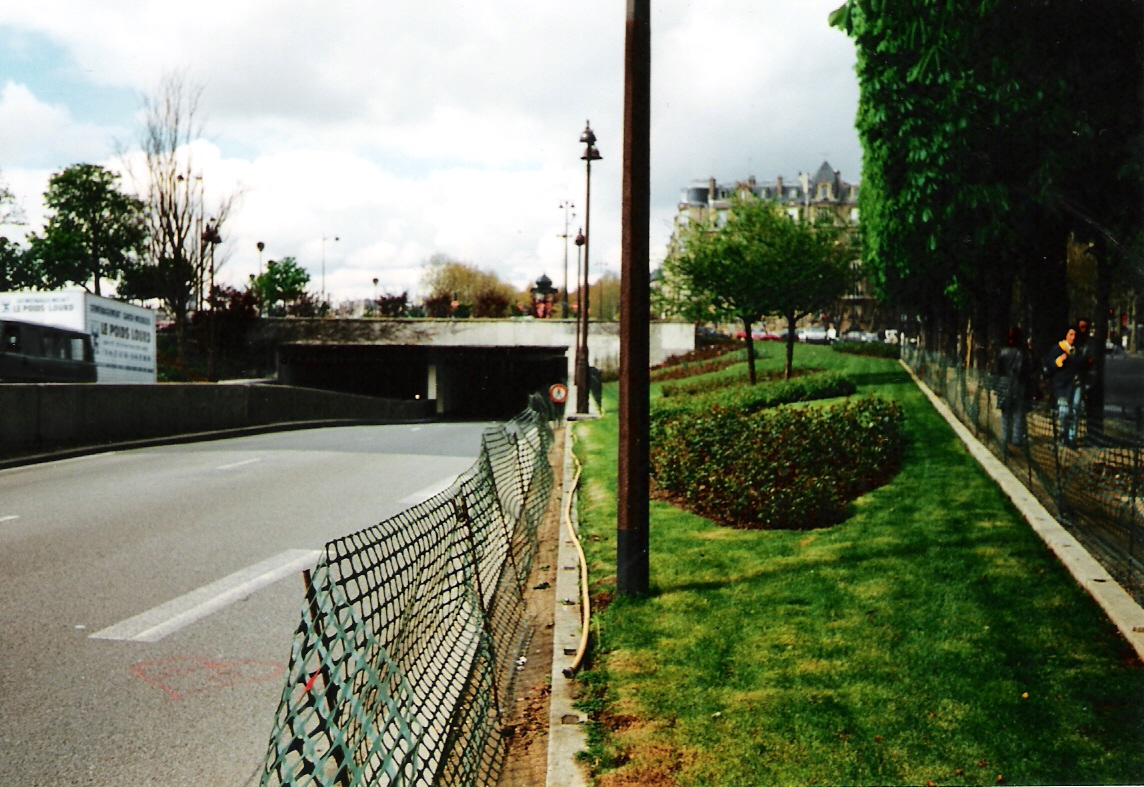
L'entrada al túnel Pont de l'Alma, el lloc on el cotxe que transportava a Diana, Princesa de Gal·les, va xocar contra un Fiat i després contra el mur. No hi havia una barrera adequada i això va contribuir a la seva mort.

A causa de l'espai tancat d'un túnel, els incendis poden tindre efectes molt greus per als usuaris. Els principals perills són la producció de gas i fum, i fins i tot baixes concentracions de monòxid de carboni són molt tòxiques. Per exemple, a l'incendi del túnel de Sant Gotard del 2001 van morir 11 persones, totes elles per inhalació de fum i gas. Més de 400 passatgers van morir al desastre del tren Balvano a Itàlia el 1944, quan la locomotora es va aturar en un llarg túnel. La intoxicació per monòxid de carboni va ser la principal causa de mort. A l'incendi del túnel de Caldecott del 1982, la majoria de les víctimes mortals van ser causades pel fum tòxic i no pel xoc inicial. De la mateixa manera, 84 persones van morir a l'incendi del metro de París del 1904.
Els túnels per a vehicles de motor solen necessitar pous de ventilació i ventiladors elèctrics per eliminar els gasos d'escapament tòxics durant el funcionament rutinari.
Els túnels ferroviaris solen requerir menys renovacions d'aire per hora, però poden necessitar ventilació forçada per aire. Tots dos tipus de túnels solen tenir disposicions per augmentar la ventilació en condicions d'emergència, com ara un incendi. Encara que existeix el risc que augmenti la taxa de combustió en augmentar el flux d'aire, l'objectiu principal és proporcionar aire respirable a les persones atrapades al túnel, així com als bombers.
L'ona de pressió aerodinàmica produïda pels trens d'alta velocitat que entren en un túnel es reflecteix als seus extrems oberts i canvia de signe (un front d'ona de compressió canvia al capdavant d'ona de rarefacció i viceversa); quan dos fronts d'ona del mateix signe es troben al tren, es produeix un augment de pressió atmosfèrica ràpid i significatiu pot causar molèsties auditives a passatgers i tripulació. Quan els trens d'alta velocitat surten dels túnels, es pot produir un fort "boom del túnel", que pot molestar els residents propers a la boca del túnel, i s'agreuja a les valls muntanyenques, on el so pot tenir ressò.
Quan disposeu d'un túnel paral·lel separat, se solen instal·lar portes d'emergència hermètiques però no tancades que permeten al personal atrapat escapar d'un túnel ple de fum al tub paral·lel.
Els túnels més grans i molt utilitzats, com el túnel Big Dig a Boston, Massachusetts, poden tenir un centre d'operacions dedicat amb personal les 24 hores del dia que supervisa i informa sobre les condicions del trànsit, i respon a les emergències. Sovint s'utilitzen equips de videovigilància, i el públic pot veure imatges en temps real de les condicions del trànsit en algunes autopistes a través d'Internet.
Una base de dades de danys sísmics en estructures subterrànies que utilitza 217 historials de casos mostra que es poden fer les observacions generals següents sobre el comportament sísmic de les estructures subterrànies:
- Les estructures subterrànies pateixen molts menys danys que les estructures de superfície.
- Els danys notificats disminueixen en augmentar la profunditat de sobrecàrrega. Els túnels profunds semblen ser més segurs i menys vulnerables a les sacsejades sísmiques que els túnels poc profunds.
- Cal esperar que les instal·lacions subterrànies construïdes a sòls pateixin més danys que les obertures construïdes en roca competent.
- Els túnels revestits i cimentats són més segurs que els túnels sense revestir en roca. Els danys per sacsejades es poden reduir estabilitzant el terreny al voltant del túnel i millorant el contacte entre el revestiment i el terreny circumdant mitjançant la injecció de beurada.
- Els túnels són més estables sota una càrrega simètrica, cosa que millora la interacció entre el terreny i el revestiment. La millora del revestiment del túnel mitjançant la col·locació de seccions més gruixudes i rígides sense estabilitzar el terreny circumdant pot donar lloc a un excés de forces sísmiques al revestiment. El farciment amb material no cíclicament mòbil i les mesures d'estabilització de la roca poden millorar la seguretat i estabilitat dels túnels poc profunds.
- Els danys poden estar relacionats amb l'acceleració màxima del terreny i la velocitat en funció de la magnitud i la distància epicentral del terratrèmol afectat.
- La durada de les sacsejades fortes durant els terratrèmols és molt important perquè pot provocar errors per fatiga i, per tant, grans deformacions.
- Els moviments d'alta freqüència poden explicar el desconxament local de la roca o el formigó al llarg dels plans de debilitat. Aquestes freqüències, que s'atenuen ràpidament amb la distància, es poden esperar principalment a petites distàncies de la falla causant.
- Els moviments del terreny es poden amplificar en incidir en un túnel si les longituds d'ona estan entre una i quatre vegades el diàmetre del túnel.
- Els danys a les boques dels túnels i les seves proximitats poden ser importants a causa de la inestabilitat dels talussos.[7]

Els terratrèmols són una de les amenaces més temibles de la natura. Un terratrèmol de magnitud 6,7 va sacsejar la vall de San Fernando a Los Angeles el 1994. El sisme va causar grans danys en diverses estructures, com ara edificis, passos elevats d'autopistes i sistemes viaris de tota la zona. El Centre Nacional d'Informació Mediambiental calcula que els danys totals van pujar a 40.000 milions de dòlars. Segons un article publicat per Steve Hymon de The Source - Transportation News and Views, el metro de Los Angeles no va patir danys greus. Metro, el propietari del metro de Los Angeles, va emetre un comunicat a través del personal d'enginyeria sobre el disseny i la consideració que entra en un sistema de túnels. Els enginyers i arquitectes duen a terme exhaustives anàlisis sobre la intensitat amb què preveuen que es produeixin els terratrèmols a la zona. Tot plegat forma part del disseny general i la flexibilitat del túnel.
Aquesta mateixa tendència de danys limitats al metro després d'un terratrèmol es pot observar a molts altres llocs. El 1985, un sisme de magnitud 8,1 va sacsejar la Ciutat de Mèxic; el sistema de metro no va patir danys i, de fet, va servir de línia de vida per al personal d'emergència i les evacuacions. El 1995, un sisme de magnitud 7,2 va sacsejar Kobe (Japó) sense causar danys als túnels. Els portals d'entrada van patir danys menors, però aquests danys es van atribuir a un disseny inadequat per a terratrèmols que es va originar a la data original de construcció, 1965. El 2010, un terratrèmol de magnitud 8,8, massiu en qualsevol escala, va afectar Xile. Les estacions d'entrada als sistemes de metro van patir danys menors i el sistema de metro va estar fora de servei durant la resta del dia. L'endemà a la tarda, el sistema de metro tornava a estar operatiu.

## Túnels singulars
- El túnel d'Eupalinos, a l'illa de Samos (Grècia), és un dels túnels més antics que es conserven, construït l'any 520 aC. Té una longitud de 1.030 metres i es pot visitar.[10]
- El túnel del Tàmesi, construït per Marc Isambard Brunel i el seu fill Isambard Kingdom Brunel i obert el 1843, va ser el primer túnel sota l'aigua, i podria ser considerat com el primer túnel excavat amb escut. Tot i que en principi va ser només per a vianants, ara forma part del metro de Londres.[11]
- El túnel Mina de Montclar, inaugurat el 1861 per permetre el pas de les aigües del Canal d'Urgell, va ser el túnel més llarg d'Europa durant gairebé un segle amb una longitud de 4917 metres.
- El túnel de Viella inaugurat el 1948, amb una longitud de 5240 metres, va ser el túnel de carretera més llarg del món fins a l'any 1964, en què s'inaugurà el Gran San Bernat a Suïssa.
- El túnel de Seikan, al Japó, és el túnel no hidràulic més llarg del món, amb 53,9 km, alguns dels quals sota el mar.
- El túnel del Canal de la Mànega, o Eurotúnel, és el segon túnel no hidràulic més llarg, amb 50 km, la major part sota l'aigua.
- El túnel base de Sant Gotthard (Suïssa), encara en construcció, serà un nou túnel ferroviari amb un rècord de longitud de 57 km.[12]
- El túnel de Lærdal, a Noruega, és el túnel de carretera més llarg del món, amb 24,5 km.[13]
- El túnel de Sant Gotthard, a Suïssa, obert el 1980,[14] amb 14,9 km, i el túnel del Mont Blanc són els túnels transalpins més importants.
- El túnel Lincoln, entre Nova Jersey i Nova York, és un dels túnels de més trànsit de vehicles del món.[15]
- El Túnel de Lefortovo, a Moscou és el túnel urbà més llarg d'Europa.